# San Joaquín (Bolivia)
San Joaquín è un comune (municipio in spagnolo) della Bolivia nella provincia di Mamoré (dipartimento di Beni) con 6.569 abitanti (dato 2010).

## Cantoni
Il comune è suddiviso in 2 cantoni (popolazione al censimento 2001):
- San Joaquín - 5.452 abitanti
- More - 195 abitanti